# Espero Katolika
Espero Katolika (Katolická naděje) je nejstarším dosud vydávaným časopisem v esperantu, současně je od roku 1910 hlavním periodikem Mezinárodního sdružení katolických esperantistů (IKUE). Už v roce 1903 ho založil Emile Peltier z francouzského Tours, který redakci vedl až do roku 1908. 
Espero Katolika po celou dobu své existence pevně stálo při katolické církvi a plně hájilo její věrouku. Časopis vždy vycházel a vychází se schválením církevních hodnostářů, již třikrát získal apoštolské požehnání od různých papežů.